# East Carbon
East Carbon è una città degli Stati Uniti d'America, situata nello Stato dello Utah, nella Contea di Carbon.